# People
People is een Amerikaans tijdschrift dat wekelijks verschijnt en wordt uitgegeven door Time Inc.. Het tijdschrift is sinds 2001 voor ongeveer de helft gevuld met nieuws over beroemdheden en voor de helft bevat het humaninterestverhalen.

## Oplage
In 2006 had het blad een oplage van 3,75 miljoen en bracht het US$ 1,5 miljard op.
Het werd in oktober 2005 verkozen tot Magazine of the Year ("Tijdschrift van het Jaar") door Advertising Age voor de goede verzorging, oplage en advertenties. De website van People is uitsluitend gebaseerd op nieuws over beroemdheden, in februari 2007 had de site vanwege de Golden Globes binnen een dag 39,6 miljoen pageviews.

## Speciale edities
People staat bekend om zijn speciale edities waarin het een lijst samenstelt zoals de "50 Most Beautiful People" ("50 mooiste mensen") of de "Sexiest Man Alive" ("meest sexy man").

### Sexiest Man Alive
Sexiest Man Alive is een jaarlijkse lijst van mannen met het hoogste appeal. De lijst wordt sinds 1985 opgemaakt.
| Jaar | Naam                                                      | Leeftijd |
| ---- | --------------------------------------------------------- | -------- |
| 1985 | Mel Gibson                                                | 29       |
| 1986 | Mark Harmon                                               | 34       |
| 1987 | Harry Hamlin                                              | 35       |
| 1988 | John F. Kennedy jr.                                       | 27       |
| 1989 | Sean Connery                                              | 59       |
| 1990 | Tom Cruise                                                | 28       |
| 1991 | Patrick Swayze                                            | 38       |
| 1992 | Nick Nolte                                                | 51       |
| 1993 | Richard Gere (1) en Cindy Crawford "Sexiest Couple Alive" | 44       |
| 1995 | Brad Pitt (1)                                             | 31       |
| 1996 | Denzel Washington                                         | 41       |
| 1997 | George Clooney (1)                                        | 36       |
| 1998 | Harrison Ford                                             | 56       |
| 1999 | Richard Gere (2)                                          | 50       |
| 2000 | Brad Pitt (2)                                             | 36       |
| 2001 | Pierce Brosnan                                            | 48       |
| 2002 | Ben Affleck                                               | 30       |
| 2003 | Johnny Depp (1)                                           | 40       |
| 2004 | Jude Law                                                  | 31       |
| 2005 | Matthew McConaughey                                       | 36       |
| 2006 | George Clooney (2)                                        | 45       |
| 2007 | Matt Damon                                                | 37       |
| 2008 | Hugh Jackman                                              | 40       |
| 2009 | Johnny Depp (2)                                           | 46       |
| 2010 | Ryan Reynolds                                             | 34       |
| 2011 | Bradley Cooper                                            | 36       |
| 2012 | Channing Tatum                                            | 32       |
| 2013 | Adam Levine                                               | 34       |
| 2014 | Chris Hemsworth                                           | 31       |
| 2015 | David Beckham                                             | 40       |

### People's Most Beautiful People
People's Most Beautiful People is een jaarlijkse lijst van de mooiste personen in de wereld sinds 1990. Sinds 2007 bestaat de lijst uit 100 personen, daarvoor bestond de lijst uit 50 personen.
| Jaar en datum   | Naam                  | Leeftijd |
| --------------- | --------------------- | -------- |
| 1990 - 1 juni   | Michelle Pfeiffer (1) | 32       |
| 1991 - 7 juni   | Julia Roberts (1)     | 23       |
| 1992 - 4 mei    | Jodie Foster          | 29       |
| 1993 - 3 mei    | Cindy Crawford        | 27       |
| 1994 - 8 mei    | Meg Ryan              | 32       |
| 1995 - 8 mei    | Courteney Cox         | 30       |
| 1996 - 8 mei    | Mel Gibson            | 40       |
| 1997 - 12 mei   | Tom Cruise            | 34       |
| 1998 - 12 mei   | Leonardo DiCaprio     | 23       |
| 1999 - 14 mei   | Michelle Pfeiffer (2) | 41       |
| 2000 - 8 mei    | Julia Roberts (2)     | 32       |
| 2001 - 14 mei   | Catherine Zeta-Jones  | 31       |
| 2002 - 13 mei   | Nicole Kidman         | 34       |
| 2003 - 12 mei   | Halle Berry           | 36       |
| 2004 - 30 mei   | Jennifer Aniston (1)  | 35       |
| 2005 - 8 mei    | Julia Roberts (3)     | 37       |
| 2006 - 28 april | Angelina Jolie        | 30       |
| 2007 - 27 april | Drew Barrymore        | 32       |
| 2008 - 2 mei    | Kate Hudson           | 29       |
| 2009 - 11 mei   | Christina Applegate   | 37       |
| 2010 - 30 april | Julia Roberts (4)     | 42       |
| 2011 - 15 april | Jennifer Lopez        | 41       |
| 2012 - 27 april | Beyoncé               | 30       |
| 2013 - 26 april | Gwyneth Paltrow       | 40       |
| 2014 - 5 mei    | Lupita Nyong'o        | 31       |
| 2015 - 24 april | Sandra Bullock        | 50       |
| 2016 - 20 april | Jennifer Aniston (2)  | 47       |